# Tây Hạ, Ngân Xuyên
Tây Hạ (tiếng Trung: 西夏区, Hán Việt: Tây Hạ khu) là một quận thuộc địa cấp thị Ngân Xuyên, Khu tự trị dân tộc Hồi Ninh Hạ, Cộng hòa Nhân dân Trung Hoa. Tây Hạ có diện tích 987 km2 và dân số khoảng 200.000 người